# Romaans-Vlaanderen

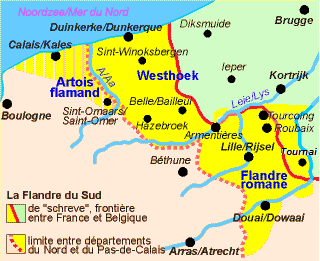
Romaans-Vlaanderen

Romaans-Vlaanderen (Frans : Flandre romane of Flandre gallicante; Latijn: Gallo-Flandria of Flandria Gallica) is het Romaanstalige deel van het oude graafschap Vlaanderen. Het bestaat uit Rijsels-Vlaanderen en het Doornikse en ligt dus deels over de Frans-Belgische grens heen. In oude teksten is ook wel sprake van Waals-Vlaanderen of Flandre wallonne. 
Tegenover Flandre gallicante of Romaans-Vlaanderen staat Flandre flamingante (of de "Westhoek").
Beide vormen samen Frans-Vlaanderen (ook Zuid-Vlaanderen), het noordelijkste deel van de Franse Nederlanden dat tegenwoordig Hauts-de-France heet..
Romaans-Vlaanderen moet dus niet verward worden met Frans-Vlaanderen, een staatkundig begrip.

## Territorium
- In Frankrijk :
  - Rijsels-Vlaanderen (Europese metropool van Rijsel);
  - het noordelijke deel van de Skarpevlakte dat de Pévèle (Nederlands: Pevelen) en een deel van het Douaisis bevat.

- In België :
  - Doornik en het Doornikse, het gebied dat tussen de Franse grens en de Schelde ligt; tot het bisdom Doornik hoorden in bepaalde perioden ook Dottenijs, Spiere-Helkijn en Sint-Denijs.
  - eventueel kunnen daar de Komen-Waasten en Moeskroen bijgeteld worden, vroeger bij de kasselrij van Kortrijk, nu gemeenten in het Franse taalgebied (met een Nederlandstalige minderheid)

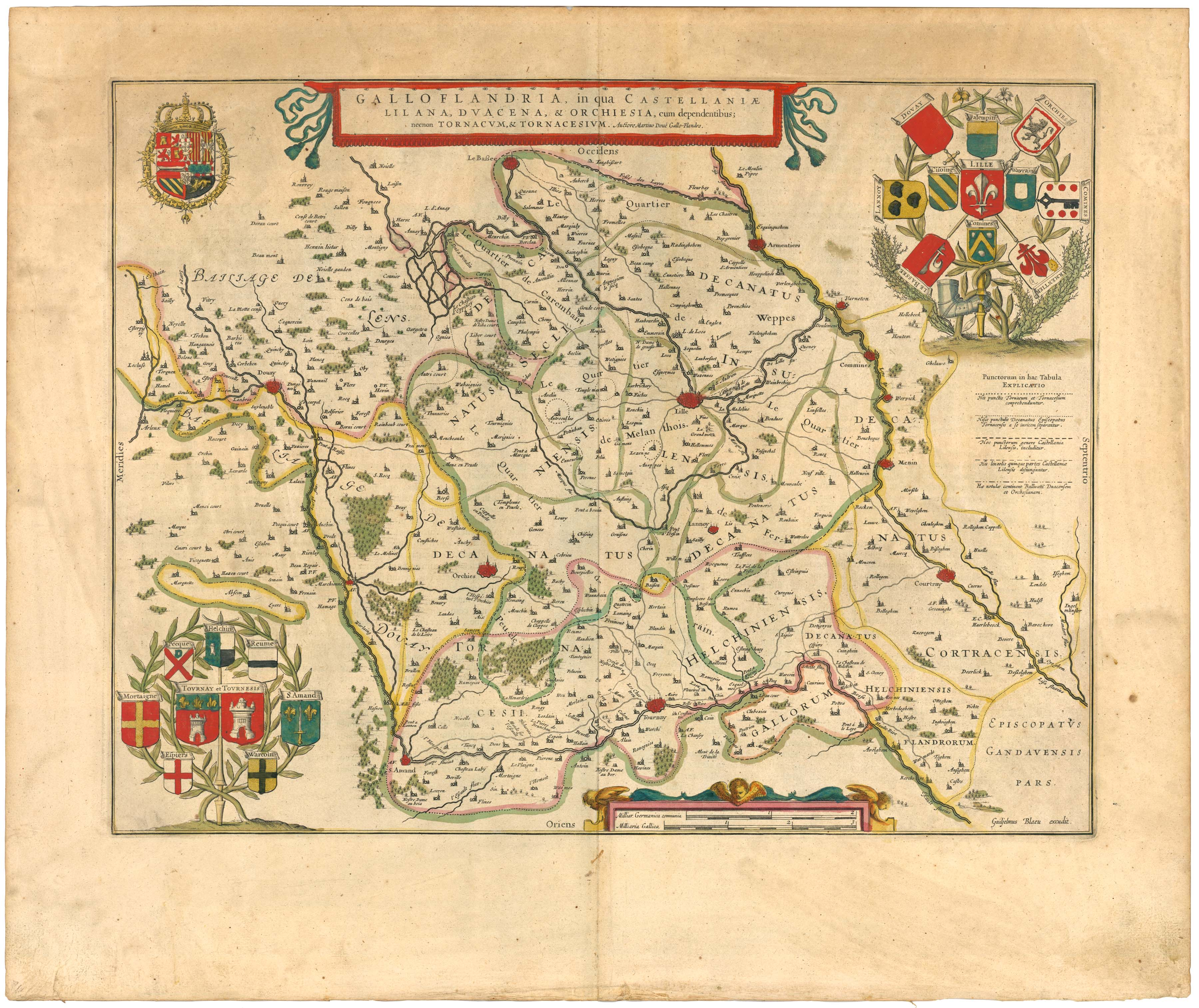
Kaart van Romaans-Vlaanderen uit 1645

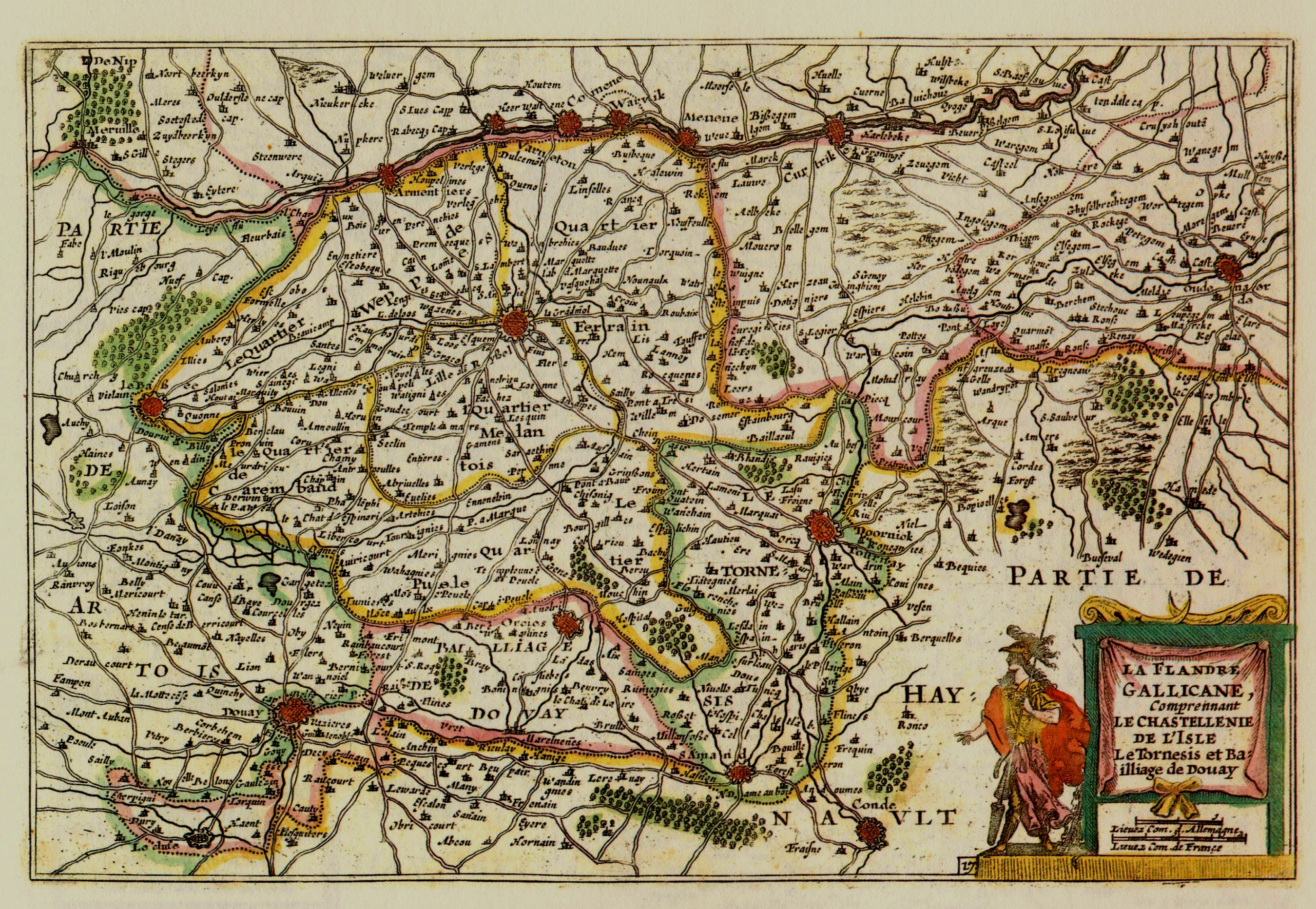
Kaart van Romaans-Vlaanderen uit 1696